# Telekom Street Gigs
Die Telekom Street Gigs (früher T-Mobile Street Gigs) sind eine Veranstaltungsreihe der Telekom Deutschland GmbH. Im Rahmen der Konzertreihe treten seit 2007 bekannte nationale und internationale Künstler an ungewöhnlichen Orten auf, so beispielsweise in einem Maislabyrinth, auf einer Bodenseefähre, einem Autofriedhof oder in einem Steinbruch. Das musikalische Spektrum reicht dabei von Alternative-Rock über Hip-Hop, Pop bis hin zu Jazz. Künstler wie etwa Placebo, Billy Talent, Clueso, Birdy, Mando Diao oder Cro sind bereits bei den Telekom Street Gigs aufgetreten.
Die Konzertkarten werden nicht verkauft, sondern ausschließlich über die Internetpräsenz der Telekom Street Gigs an Privatkunden der Telekom verlost. Die Anzahl der Besucher variiert je nach Veranstaltungsort. Bei dem Telekom Street Gig von Wir sind Helden 2010 im Landgasthof in Würzburg waren 100 Fans anwesend, bei Linkin Park 2012 im Admiralspalast in Berlin knapp 2000 Menschen. Zusätzlich werden die Konzerte als Livestream im Internet übertragen. Im Rahmen der Reihe We Love in Concert werden Höhepunkte jeweils einige Tage später im Nachtprogramm von ProSieben ausgestrahlt.
Mit der Fernsehserie Gute Zeiten, schlechte Zeiten kooperierten die Telekom Street Gigs erstmals im Dezember 2013. Sängerin Birdy spielte einen in die Serie integrierten Telekom Street Gigs im Szeneclub Mauerwerk.
| Datum         | Künstler                                          | Stadt | Stätte                                      | Bemerkung                                              |
| ------------- | ------------------------------------------------- | --- | ------------------------------------------- | ------------------------------------------------------ |
| 26. Juni 2007 | Billy Talent                                      | Köln | Autofriedhof Köln-Porz                      |                                                        |
| 27. Juli 2007 | Revolverheld                                      | Hamburg | Sternwarte Hamburg-Bergedorf                |                                                        |
| 21. Aug. 2007 | Gentleman & Far East Band                         | Dresden | Purobeach Club                              |                                                        |
| 19. Sep. 2007 | Freundeskreis                                     | Stuttgart | Gazi-Stadion                                | Abschiedskonzert der Band                              |
| 29. Okt. 2007 | Culcha Candela                                    | Frankfurt am Main                                                                                             | Bonames Airfield                            |                                                        |
| 10. Dez. 2007 | Jan Delay & Disko No. 1                           | Hannover | Tanzschule Bothe                            |                                                        |
| 25. Feb. 2008 | Dynamite Deluxe                                   | Leipzig | ehem. Sowjetischer Pavillon                 |                                                        |
| 31. März 2008 | Madsen                                            | Hamburg | Flughafen Hamburg, ehem. Charterterminal    |                                                        |
| 29. Mai 2008  | Maxïmo Park                                       | Nürnberg | im Burggraben                               |                                                        |
| 10. Juli 2008 | Clueso                                            | Solingen | Alter Hauptbahnhof                          |                                                        |
| 18. Sep. 2008 | Simple Plan                                       | Groß-Umstadt                                                                                                  | Maislabyrinth                               |                                                        |
| 20. Okt. 2008 | Patrice                                           | Göttingen | Universität Göttingen, Hörsaal 11           |                                                        |
| 4. Dez. 2008  | Kaiser Chiefs                                     | München | im Rundgang des Olympiastadions             |                                                        |
| 7. Feb. 2009  | Bloc Party                                        | Münster | Cineplex Münster                            |                                                        |
| 20. März 2009 | Mando Diao                                        | Dresden | Orpheum Dresden                             |                                                        |
| 9. Mai 2009   | The Ting Tings                                    | Berlin | ehem. Frauengefängnis Berlin-Charlottenburg |                                                        |
| 13. Juni 2009 | Deichkind                                         | Friedrichshafen                                                                                               | Autofähre Euregia                           |                                                        |
| 28. Juli 2009 | Snow Patrol                                       | Dettenheim | Kartbahn Liebolsheim                        |                                                        |
| 17. Sep. 2009 | Razorlight                                        | Wuppertal | Steinbruch Oetelshofen                      |                                                        |
| 3. Nov. 2009  | Polarkreis 18 & Philharmonic Volkswagen Orchestra | Frankfurt am Main                                                                                             | Eissporthalle Frankfurt                     |                                                        |
| 24. Feb. 2010 | Fettes Brot                                       | Berlin | Funkhaus Nalepastraße                       |                                                        |
| 1. Mai 2010   | Jamie Cullum                                      | Bremen | BSAG-Zentralwerkstatt                       |                                                        |
| 24. Juni 2010 | Phoenix                                           | Köln | Parkdeck Koelnmesse                         |                                                        |
| 23. Juli 2010 | Die Fantastischen Vier                            | München | ProSieben-Sendezentrum                      |                                                        |
| 25. Sep. 2010 | Madsen                                            | Ludwigshafen am Rhein                                                                                         | Kletterhalle                                | Erste Band mit einem zweiten Street-Gigs-Auftritt      |
| 5. Nov. 2010  | Juli                                              | Erfurt | Flughafen Erfurt, Hangar 2                  |                                                        |
| 9. Dez. 2010  | Wir sind Helden                                   | Würzburg | Landgasthof Zum Alten Gut                   |                                                        |
| 15. März 2011 | Robyn                                             | Hamburg | Studio Hamburg, TV-Studio 5                 |                                                        |
| 28. Juni 2011 | Milow                                             | Castrop-Rauxel                                                                                                | Parkbad Süd                                 |                                                        |
| 13. Aug. 2011 | White Lies                                        | Braunschweig                                                                                                  | Gut Steinhof                                |                                                        |
| 15. Sep. 2011 | The Subways                                       | Koblenz | Fort Asterstein                             |                                                        |
| 24. Okt. 2011 | Jennifer Rostock                                  | Marburg | Botanischer Garten                          |                                                        |
| 6. Dez. 2011  | Clueso                                            | Erfurt | Zughafen                                    | Zweiter Street-Gigs-Auftritt                           |
| 28. Feb. 2012 | Casper                                            | Böblingen | Märchenschloss im Erlebnispark Sensapolis   |                                                        |
| 19. Apr. 2012 | Jupiter Jones                                     | Rostock | Schrottplatz am Stadthafen                  |                                                        |
| 28. Apr. 2012 | Refused, Donots, Lagwagon                         | Duisburg | Gießhalle Duisburg                          | Punkrock Special                                       |
| 5. Juni 2012  | Linkin Park                                       | Berlin | Admiralspalast                              |                                                        |
| 21. Juni 2012 | Zaki Ibrahim, Joan as Police Woman                | Köln | Millowitsch-Theater                         | Talent Special                                         |
| 29. Aug. 2012 | Billy Talent                                      | Leipzig | Kleiner Gasometer                           | Zweiter Street-Gigs-Auftritt                           |
| 2. Dez. 2012  | Medina                                            | Münster | Stadtbücherei Münster                       |                                                        |
| 20. März 2013 | Max Herre & Freunde                               | Berlin | Umspannwerk Kreuzberg                       |                                                        |
| 14. Mai 2013  | Passenger                                         | Berlin | Alexanderplatz                              |                                                        |
| 8. Aug. 2013  | Editors                                           | Frankfurt am Main                                                                                             | Verkehrsmuseum                              |                                                        |
| 18. Okt. 2013 | Biffy Clyro                                       | Hannover | Stadionbad                                  |                                                        |
| 26. Nov. 2013 | Placebo                                           | Essen | Zeche Zollverein                            |                                                        |
| 16. Dez. 2013 | Birdy                                             | Berlin | GZSZ-Set, Club Mauerwerk                    |                                                        |
| 7. Aug. 2014  | Cro                                               | Köln | Dach des Deutschen Sport & Olympia Museums  |                                                        |
| 16. Aug. 2014 | Megan Nicole                                      | Köln | Lanxess Arena                               | Special Street Gigs meets Videodays                    |
| 22. Aug. 2014 | Schafe & Wölfe                                    | Berlin | 4010 Shop                                   | Special Street Gigs Band Contest Gewinner Gig          |
| 19. Nov. 2014 | Clueso                                            | Hannover | Galerie in den Herrenhäuser Gärten          | Erster Künstler mit einem dritten Street-Gigs-Auftritt |
| 15. Dez. 2014 | Ed Sheeran                                        | Garmisch-Partenkirchen                                                                                        | Zugspitze                                   |                                                        |
| 28. März 2015 | Deichkind                                         | Hamburg | Hafenmuseum                                 | Zweiter Street-Gigs-Auftritt                           |
| 15. Aug. 2015 | Adel Tawil                                        | München | Kesselhaus                                  |                                                        |
| 8. Dez. 2015  | Coldplay                                          | Offenbach am Main                                                                                             | Capitol                                     | Album-Premiere A Head Full of Dreams in Deutschland    |
| 6. Sep. 2016  | Red Hot Chili Peppers                             | Berlin | Kraftwerk Berlin                            |                                                        |
| 27. Feb. 2017 | OneRepublic                                       | Köln | Karnevalsmuseum                             |                                                        |
| 27. Feb. 2017 | Kasalla                                           | Köln | Karnewalswagen im Kölner Rosenmontagszug    |                                                        |
| 17. März 2017 | Depeche Mode                                      | Berlin | Funkhaus Nalepastraße                       |                                                        |
| 2. Sep. 2017  | Thirty Seconds to Mars                            | Berlin | Postbahnhof am Ostbahnhof                   |                                                        |
| 12. Feb. 2018 | Brings                                            | Köln | Karnevalsmuseum                             |                                                        |
| 12. Feb. 2018 | Querbeat                                          | Köln | Karnewalswagen im Kölner Rosenmontagszug    |                                                        |
| 1. Sep. 2018  | Die Fantastischen Vier                            | Berlin | Kraftwerk Berlin                            | Zweiter Street-Gigs-Auftritt                           |
| 8. Nov. 2018  | The Black Eyed Peas                               | Köln | Koelnmesse                                  | Abschlussveranstaltung der Messe Digital2018           |
| 4. Dez. 2018  | Michael Bublé                                     | München | Wappenhalle                                 |                                                        |
| 23. Mai 2019  | Bastille                                          | Berlin | Flughafen Berlin-Tempelhof                  | Im Rahmen des Greentech Festivals                      |
| 11. März 2020 | James Blunt                                       | Hamburg | Elbphilharmonie Hamburg                     | Ohne Livepublikum aufgrund der COVID-19-Pandemie       |
| 27. Okt. 2021 | Beethoven Orchester Bonn                          | Hamburg | Elbphilharmonie Hamburg                     | Premiere des Telekom Street Gig Klassik                |
| 13. Dez. 2021 | Dave Gahan & Soulsavers                           | Berlin | Admiralspalast                              |                                                        |
| 30. Juni 2022 | Milky Chance                                      | Berlin | Kraftwerk Berlin                            | Im Rahmen des Greentech Festivals                      |
| 13. Sep. 2022 | Muse                                              | Köln | Kölner MediaPark                            | Im Rahmen der Digital X                                |
| 15. Nov. 2022 | Robbie Williams                                   | Hamburg | Elbphilharmonie Hamburg                     | Zusammen mit der Neuen Philharmonie Frankfurt          |
| 20. Sep. 2023 | Thirty Seconds to Mars                            | Köln | Kölner MediaPark                            | Im Rahmen der Digital X                                |
| 23. Nov. 2023 | Badmómzjay                                        | Berlin | RSO.BERLIN                                  | Albumrelase-Party mit Feature-Artist wie Kool Savas    |
| 19. Sep. 2024 | Die Fantastischen Vier                            | Köln | Kölner MediaPark                            | Im Rahmen der Digital X, Dritter Street-Gigs-Auftritt  |
| Gesamt        | 79 Telekom Street Gigs                            | 15× Berlin 13× Köln 7× Hamburg 4× München 3× Frankfurt am Main, Hannover 2× Dresden, Leipzig, Erfurt, Münster |                                             |                                                        |